# Charlotte Serda
Charlotte Serda, también conocida como Charlotte Junkermann, (13 de junio de 1910 - 3 de marzo de 1965) fue una actriz, guionista y fotógrafa alemana. 

## Biografía
Nacida en Karlsruhe, Alemania, su madre era la actriz Julia Serda y su padre el fabricante del producto farmacéutico Odol, Karl August Lingner, con quien Julia mantuvo una relación extramatrimonial. Julia Serda se casó en 1911 con el actor Hans Junkermann, que pasó a ser el padrastro de Charlotte.
Serda trató de trabajar como guionista; junto con Karl Gillmann escribió en 1934 el guion del film Eine Siebzehnjährige. Más adelante se dedicó a la fotografía en color, y escribió dos libros dedicados al cine y a la fotografía.
Charlotte Serda falleció en 1965 en Dresde, Alemania.

## Filmografía
- 1931: Das Geheimnis der Roten Katzen
- 1933: Inge und die Millionen
- 1934: Selbst ist der Mann
- 1934: Pippin, der Kurze

## Libros
- Prominente privat: Das erste Farben Photobuch aus dem Leben bekannter Schauspieler (1940)
- Das Farbfoto-Buch vom Film (1941)